# Bernhard M. Baron
Bernhard Michael Baron (surtout Bernhard M. Baron ; né le 12 mai 1947 à Luhe) est un directeur culturel et publiciste allemand.

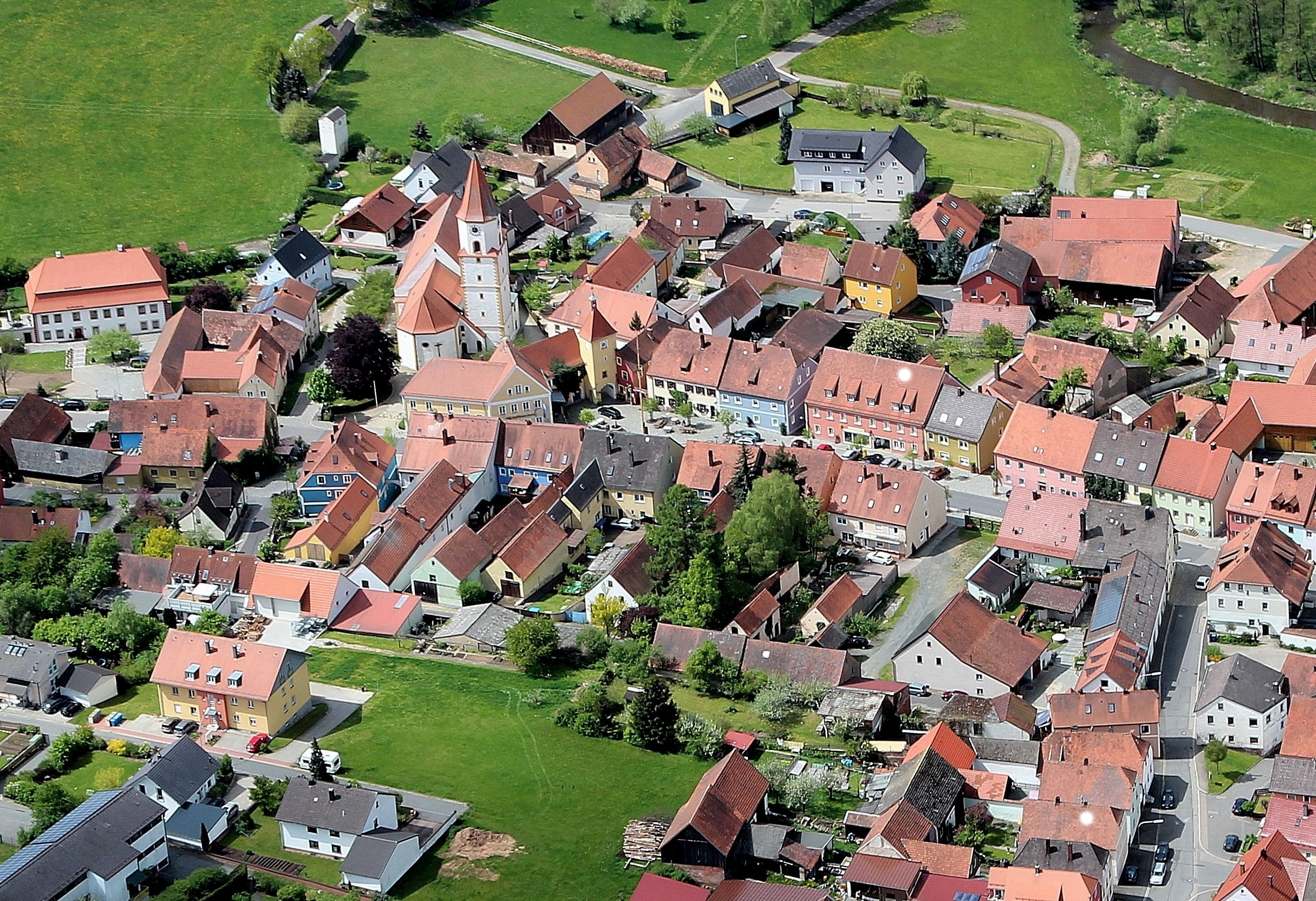
Maison natale de Bernhard M. Baron à Luhe (point blanc sur le toit)

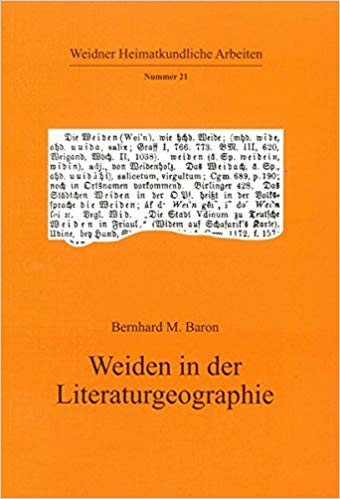
Bernhard M. Baron : Weiden in der Literaturgeographie. Eine Literaturgeschichte [= Weidner Heimatkundliche Arbeiten Nr. 21], Weiden i.d.OPf.. 1992, 4e édition 2007

## Biographie

### Famille et jeunesse
Baron, deuxième fils de l'officier de police Alfons Baron (1905-1980) et du tailleur Viktoria Baron (1907-1978), née Gottsmann (fille d'un secrétaire syndical), est d'origine haute-silésienne et neveu du poète et chercheur social de Haute-Silésie Gerhart Baron (de) (1904-1978). Baron passe son enfance et son adolescence à Luhe et Altenstadt an der Waldnaab. En 1964, il obtient son diplôme d'études secondaires au lycée Lobkowitz de Neustadt ad Waldnaab et effectue son service militaire dans la Luftwaffe de 1967 à 1969 (base aérienne de Landsberg/Lech et station radar de Freising).

### Carrière
Bernhard M. Baron est agent administratif dans les bureaux d'arrondissement de Neustadt an der Waldnaab, Ratisbonne et Amberg (de). Baron termine ses études ultérieures au Collège de la fonction publique bavaroise (1973-1976) - maintenant: Université de la fonction publique en Bavière (de) - en 1976 avec un diplôme en administration. Il participe avec succès à des programmes de quiz télévisés à la télévision bavaroise (BR), en 1983 à Bayern, wo’s kaum einer kennt et en 1984 à Bayern-Kini (de). Il travaille ensuite jusqu'en mai 2007 comme chef de l'office de la culture et du tourisme de la ville de Weiden in der Oberpfalz.
En 1984, Baron lance la série de concerts Sérénades d'été de Weiden, qui est toujours populaire aujourd'hui, dans le parc Max-Reger. En 1985, Baron fonde les Journées supra-régionales de la littérature de Weiden, chacune avec un axe thématique différent, qu'il organise jusqu'en 2007, notamment avec les écrivains Horst Mönnich (de), Max von der Grün (de), Erich Loest, Jiří Gruša, Herbert Rosendorfer (de) et Hellmuth Karasek. Baron maintient également des contacts intensifs et inspirants avec les artistes visuels Carlfriedrich Claus (de), Carl-Heinz Westenburger (de), Otto Herbert Hajek (de) et Paul Schinner (de).
De 1973 à 2004, il constitue une archive privée d'auteurs et de critiques de la littérature germanophone contemporaine sur plus de 3 000 auteurs, qu'il confie à la Kritisches Lexikon zur deutschsprachigen Gegenwartsliteratur (de) en mars 2004.
Bernhard M. Baron est co-initiateur des Journées de la littérature bavaroise (paysages littéraires de Bavière), qui ont lieu tous les deux ans depuis 2004 (à partir de 2010 comme MISE À JOUR DE LA LITTÉRATURE). Ses nombreuses années d'activité lui valent le surnom de « baron de la culture ». Baron est membre du conseil consultatif du magazine littéraire munichois Literatur in Bayern (de) depuis 1988. Depuis 2012, Baron est employé/auteur du portail littéraire bavarois (de) (de la bibliothèque d'État de Bavière à Munich). Depuis mai 2007, Baron est membre honoraire de la "Heimatring Weiden", l'organisation faîtière de toutes les associations culturelles, patries et douanières de Weiden id OPf, et depuis novembre 2013 membre honoraire de l'Oberpfälzer Kunstverein (OKV) de Weiden id OPf.
Baron apparaît diversement dans les œuvres littéraires : Hansjörg Martin appelle dans son court thriller Mörder erben nichts (1993 du détective enquêteur "Bernhard Norab" (= anacyclique de "Baron"). La poétesse d'Augsbourg Heide von Horix-Schwesinger dédie le poème « Wörtertage » (2001) à « homo litteratus » (latin pour « érudit »). Wolf Peter Schnetz (de) décrit le "baron de la littérature et de la culture par le rôle de Weiden" dans son roman de Ratisbonne Jahr der Sphinx. Rückkehr in die Stadt am Strom (2003). Friedrich Brandl (de) le mentionne dans son poème Begegnungen (2007). Dans le roman policier Der König von Weiden (2016) de Raimund A. Mader, il joue le rôle du narrateur et de la subtilité « Robert Maria Graf ».

### Vie privée
Bernhard M. Baron est marié et père de trois fils avec sept petits-enfants. Il vit alternativement à Malte et dans le Haut-Palatinat bavarois depuis 2007, en Basse-Bavière depuis 2019.

## Publications
- Weiden in der Literaturgeographie. Eine Literaturgeschichte (= Weidner Heimatkundliche Arbeiten. Nr. 21). Mit einem Geleitwort von Jiří Gruša, Weiden i.d.OPf. 1992, 4. erg. u. akt. Auflage 2007 Verlag Bodner, Pressath,  (ISBN 978-3-937117-54-6).
- mit Karl Bayer und Josef Mörtl: 80 Jahre Sozialdemokratie in Weiden 1897–1977. Ein Beitrag zur Geschichte der bayerischen Arbeiterbewegung, hrsg. von der Demokratischen Bildungsgemeinschaft Oberpfalz e. V., mit einem Geleitwort von Willy Brandt, Weiden i.d.OPf. 1978, (de) « Publications de et sur Bernhard M. Baron », dans le catalogue en ligne de la Bibliothèque nationale allemande (DNB)..
- mit Karl Bayer und Fred Lehner: 75 Jahre Sozialdemokratische Partei in Floß: 1906–1981. Hrsg. vom SPD-Ortsverein Floß, Weiden i.d.OPf. 1981.
- mit Karl Bayer und Albert Schwägerl: 75 Jahre SPD Flossenbürg: 1908–1983, hrsg. vom SPD-Ortsverein Flossenbürg i. V. mit der Demokratischen Bildungsgemeinschaft Oberpfalz e. V., Weiden i.d.OPf. 1983.
- mit Karl Bayer: Weiden 1933 – Eine Stadt wird braun. mit einem Geleitwort von Eberhard Dünninger (de), Generaldirektor der Bayer. Staatl. Bibliotheken, Sonderdruck des Medienhauses Weiden. Spintler Druck und Verlag, Weiden 1993. (4. Auflage. 2002)
- mit Karl Bayer: Die sozialdemokratische Arbeiterbewegung in der Stadt Weiden vor dem Ersten Weltkrieg, In: „Vorwärts immer, rückwärts nimmer!“. Ein Bilderlesebuch zur Geschichte der ostbayerischen Arbeiterbewegung, hrg. von der Demokratischen Bildungsgemeinschaft Ostbayern e. V., Regensburg 1985,  (ISBN 3-925241-00-0), S. 15–26.
- mit Otmar Schwarzer: 10 x Weidener Literaturtage: 1985–1994. Eine Dokumentation, hg. vom Kulturamt der Stadt Weiden i.d.OPf., Der neue Tag/Druckhaus Oberpfalz, Weiden i.d.OPf. 1994.
- Die Weidener Literaturtage. In: Der Kulturmanager. Erfolgskonzepte und Arbeitshilfen. Teil 9 [Loseblattsammlung], Stadtbergen 1996,  (ISBN 3-9801921-2-1), S. 17–25.
- Hörbuch (CD): Oberpfälzer Literaturg’schichten. Radio Ramasuri, Weiden, Dezember 2001.
- mit Klaus Kuran und Gerda Moser: 40 Jahre Oberpfälzer Kunstverein e. V. Weiden: 1962–2002. (Katalog), hrsg. vom Oberpfälzer Kunstverein e.V. Weiden, Amberg 2002.
- „Kein schöner Land in dieser Zeit“. Als Anton Wilhelm von Zuccalmaglio 1839 durch die Oberpfalz reiste, In: Oberpfälzer Heimat Nr. 49, 2005, S. 24–30.
- Parkstein im Spiegel der Literatur. In: Oberpfälzer Heimat (de). Nr. 51, 2007,  (ISBN 978-3-937117-49-2), S. 37–48.
- „Herz aus Glas“. Eine Litera-Tour entlang der Glasstraße (de). In: Oberpfälzer Heimat. Nr. 52 2008,  (ISBN 978-3-937117-63-8), S. 98–107.
- Sandra Paretti in Weiden / „Vielleicht bin ich doch eine Weidnerin?“. In: Oberpfälzer Heimat. Nr. 50, 2006,  (ISBN 3-937117-35-0), S. 71–80.
- Friedrich von Schiller und die Oberpfalz. In: Oberpfälzer Heimat. Nr. 53, 2009,  (ISBN 978-3-937117-71-3), S. 53–60.
- Das Dietrich-Eckart-Ehrenmal auf der Flossenbürg. Von einer fast errichteten NS-Thingstätte in der Oberpfalz. In: Oberpfälzer Heimat. Nr. 54, 2010,  (ISBN 978-3-937117-81-2), S. 40–54.
- Max von der Grün (de) – Einer von uns. Zeit für eine persönliche und literarischen Renaissance. In: Heimat – Landkreis Tirschenreuth. Nr. 22, 2010,  (ISBN 978-3-939247-04-3), S. 82–90.
- Die Lehrerin Elly Maldaque Ein Oberpfälzer Frauenschicksal. In: Heimat – Landkreis Tirschenreuth. Nr. 21, 2009,  (ISBN 978-3-937117-86-7), S. 43–51.
- Eichendorff in der Oberpfalz. In: Oberpfälzer Heimat. Nr. 55, 2011,  (ISBN 978-3-939247-03-6), S. 103–116.
- Erich Loest Ein Werwolf in der Oberpfalz / Eine Reminiszenz. In: Oberpfälzer Heimat. Nr. 56, 2012,  (ISBN 978-3-939247-19-7), S. 209–224.
- MALTA in der deutschsprachigen Literatur. In: Germanmaltesecircle/Newsletters (Valletta 2012, aktualisiert 2017)
- Franz Joachim Behnisch (de) (1920–1983). Hommage zum 30. Todestag eines humanistischen Schriftstellers. In: Oberpfälzer Heimat. Nr. 57 2013,  (ISBN 978-3-939247-29-6), S. 5–16.
- Erich Ebermayer in Kaibitz. Erinnerung an einen (fast) vergessenen Schriftsteller und Drehbuchautor. In: Oberpfälzer Heimat. Band 58 2014,  (ISBN 978-3-939247-40-1), S. 219–229.
- Falkenberg 1945: Zwischenstation für Günter de Bruyn. In: Heimat – Landkreis Tirschenreuth. Band 26/2014,  (ISBN 978-3-939247-55-5), S. 163–170.
- Oswald Hafner (de) – ein Dichter aus Neustadt an der Waldnaab. In: Oberpfälzer Heimat. Band 59, 2015,  (ISBN 978-3-939247-56-2), S. 158–166.
- Heide von Horix-Schwesinger. Hommage auf eine lyrische Wahl-Oberpfälzerin. In: Oberpfälzer Heimat. Band 60, 2016,  (ISBN 978-3-939247-69-2), S. 149–162.
- Als Emmy Ball-Hennings 1927 die ‘Konnersreuther Resl’ besuchte. In: Heimat – Landkreis Tirschenreuth. Band 28, 2016,  (ISBN 978-3-939247-70-8), S. 167–175.
- Albert von Schirnding (de) in Weiden. In: Oberpfälzer Heimat. Band 61, 2017,  (ISBN 978-3-939247-88-3), S. 93–102.
- „Krambambuli (de)“ im Steinwald (de) oder Wie Christine Neubauer und Tobias Moretti nach Erbendorf kamen. In: Heimat-Landkreis Tirschenreuth. Band 29, 2017,  (ISBN 978-3-947247-05-9), S. 108–116.
- Gerhard Kukofka (de). Ein Oberschlesier in Regensburg. In: Eichendorff-Hefte. Geschichte – Kultur – Literatur, Nr. 59/2017, herausgegeben vom Oberschlesischen Eichendorff-Kultur und Begegnungszentrum in der Reihe Editio Silesia, Lubowitz/Lubowice (Polen) 2017,  (ISSN 1730-4873), S. 4–13.
- Carl Amery und Tirschenreuth. Eine familiäre Spurensuche. In: Heimat-Landkreis Tirschenreuth. Band 30, 2018,  (ISBN 978-3-947247-21-9), S. 139–145.
- Zwiesprache mit Eichendorff – der Lyriker Ernst Josef Krzywon. In: Eichendorff-Hefte. Geschichte – Kultur – Literatur, Nr. 64/ 2018, herausgegeben vom Oberschlesischen Eichendorff-Kultur und Begegnungszentrum in der Reihe Editio Silesia, Lubowitz/Lubowice (Polen),  (ISSN 1730-4873), S. 10–17.
- Herz aus Glas: Eine Litera-Tour entlang der Glasstraße Bayerischer Wald & Oberpfälzer Wald, In: Das Blaue vom Himmel. Bayerns Literatur in Essays, hrsg. Czoik, Peter; Kellner, Stephan; Schley, Fridolin, mit einem Geleitwort von Bernd Sibler, Bayer. Staatsminister für Wissenschaft und Kunst, Schriftenreihe der Bayerischen Staatsbibliothek Bd. 10, München 2020,  (ISBN 978-3-96233-205-1), S. 221–233.
- „Wie ich Oberpfälzerin wurde“. Gertrud von den Brincken (de) auf Schloss Unterbruck (de). Aus einer Zeit[, ] als im Kemnather Land (de) für kurze Zeit eine Dichterkolonie bestand. In: Rumroth, Tod und Porzelliner (= Schriftenreihe „Heimat Landkreis Tirschenreuth“, Bd. 32), 2020,  (ISBN 978-3-947247-51-6), S. 32–39.
- Max Reger und seine Beziehung zu Schlesien, In: Eichendorff-Hefte / Zeszyty Eichendorffa Geschichte – Kultur - Literatur Nr. 73/2021, hrsg. von der Oberschlesischen Eichendorff-Kultur- und Begegnungsstätte in der Reihe Editio Silesia, Lubowitz/Lubowicze (Polen),  (ISSN 1730-4873), S. 36–43.
- Film-Drehort Grafenwöhr. Wo sich einst Dieter Borsche und Barbara Rütting trafen…, In: Oberpfälzer Heimatspiegel 2022, 46. Jg., hrg. vom Bezirksheimatpfleger Dr Tobias Appl, Pressath,  (ISBN 978-3-947247-60-8), S. 37–44.
- Das Kriegsende 1945 in Schwandorf im Spiegel der Literatur, In: Oberpfälzer Heimat, Bd. 66/2022,  (ISBN 978-3-947247-64-6), S. 139–150.
- Am Beispiel WITT-WEIDEN. Von der Wäsche in der Literatur, in: Oberpfälzer Heimatspiegel 2023, 46. Jg., hrg. vom Bezirksheimatpfleger Dr Tobias Appl, Pressath 2022,  (ISBN 978-3-947247-74-5), S. 32–39.

## Prix
- Médaille du mérite européen en argent de l'Association des rapatriés (de) (VdH) (1990 - discours élogieux : Gustl Kneidl)[24]
- Prix Friedrich-Baur (de) de littérature de l'Académie bavaroise des beaux-arts (1995 - Mention élogieuse : Eberhard Dünninger (de))[25]
- Prix Nordgau de la Fédération culturelle du Haut-Palatinat (de) (1998 – discours élogieux : Josef Hammer)[26]
- Prix de la culture du district du Haut-Palatinat (de) dans la catégorie littérature (2000 - discours élogieux : Ludwig Spreitzer)
- Collier d'honneur de la Fondation AVENTINUM[27] – Fondation pour les vieux Bavarois, (2001 – discours élogieux : Peter Esser)[28]
- "Médaille d'argent du citoyen" de la Max Reger City of Weiden id OPf. (2007 – discours élogieux : Lothar Hoeher)[29]
- Médaille d'honneur "Coin" de l'école des sous-officiers (de) de Weiden (2007 - discours élogieux : Bernd J. Henn)[30]
- Prix de la culture "Brückenbauer/stavitel mostu (de)" du Centre Bavaria Bohemia (de) (2009 - discours élogieux : Sissy Thammer)[31]
- Croix fédérale du mérite avec ruban pour ses services littéraires et historiques (17e janvier 2011 – discours élogieux : Emilia Müller)[32]
- Prix Pro meritis scientiae et litterarum (de) du ministère bavarois des sciences et des arts (de) pour services exceptionnels (17 mai 2021 – discours élogieux : Bernd Sibler (de))[33]